# 南王部落起源傳說
南王部落起源傳說，為台灣卑南族神話中關於南王部落（卑南語：Puyuma）的建社神話，也是南王系統的起源神話之一。

## 神話

### 竹生始祖
神話中，卑南族的創造神奴努勞（Nunur）從大地中出生後，把一根竹子插在起源之地巴拿巴拿樣（Panapanayan，位於知本部落南方、今太麻里鄉三和村南迴公路旁的海岸地），而一對男女便分別從竹子的竹節中出生，分別叫做巴辜馬賴（Pagumalay/Pakomarai/Pakmalai）和芭谷穆莎（Pagumsir/Pskoshiselu/Pakoshiser/Pagumuser）。

### 遷徙
巴辜馬賴和芭谷穆莎長大後結為夫妻，生下了兩男兩女，四位子女後來彼此結婚，他們分別是：巴督勞（Padungaw，長男）和巴雇絲雇絲（Pakuskus，長女）、勞勞伊（Raurauy，次男）和蘇瓦拉告（Sawalagaw，次女），他們為了尋求更大的居住地而往北遷移，走到今南王部落西北方的阿拜望（abaywan）地區，巴督勞和巴雇絲雇絲留在當地，建立Valangato家、而勞勞伊和蘇瓦拉告則繼續走到麥達帶（maydatar，南王部落舊址，位於今臺東縣臺東市，台東車站附近）搭建茅屋定居，為Pasara'at家起源。

### 建社
巴督勞在阿拜望過了一夜後，因為不滿意夢占得到的結果，又和妻子前往巴巴都蘭（babatulan，卑南遺址附近），並且夢到了吉兆（掛在竹子上的鈴鐺不停作響、竹梢高升）而決定在當地定居，但後來又在勞勞伊夫婦的力勸下率領全部的族人遷往麥達帶；此外，居住在貓山（位於今台東縣台東市，卑南溪南岸的小丘）的Arasis氏族也因故併入了南王部落，共同組成南王部落的根基。

### 其他版本
另有說法認為，巴督勞夫婦並沒有遷到麥達帶，而是繼續往北遷移、不知所終；而Arasis氏族的人則認為，竹生始祖是包迪布爾（Pawtipel，男）、阿瑪娜（Amana，女）、達基烏（Takyu，男）三人，後來Pawtipel和Amana結婚生下固拉杜（Kuladuy，男）、雅姆蓋（Yamugay，女），並遷到卑南溪畔建立Arasis氏族；另外還有說法認為，竹生始祖夫妻並不是生下那四位兒女，而是卡普又灣與塔都木洛一對兄妹，巴都勞和勞勞伊才是他們的兒子、另外他們的女兒也不是巴雇絲雇絲與蘇瓦拉告，而是一名叫卡莉卡莉（Kalikali）的女兒，她最後跟巴督勞住在巴巴都蘭。